# Brunflo
Brunflo ist ein Ortsteil von Östersund in der schwedischen Provinz Jämtlands län beziehungsweise in der  historischen Provinz Jämtland. Es liegt etwa 17 km südöstlich des Zentrums von Östersund am Ende einer Bucht des Sees Storsjön. Historische Ortsteile von Brunflo sind Änge, Rosenlund und Storviken.
Der Ort entstand in der Wikingerzeit. Im Zuge der Christianisierung im 12. Jahrhundert ließ der Erzbischof von Härnösand einen Wehrturm in Brunflo errichten, der sich zusammen mit der Kirche nicht weit vom Ortszentrum befindet. Die Wirtschaft des Ortes wurde lange durch die Verarbeitung des in der Nähe gebrochenen Kalksteins dominiert.
Vor 2015 besaß Brunflo den Status eines eigenständigen Tätorts mit zuletzt (2010) 3890 Einwohnern, damit zweitgrößter in der Provinz. Allmählich mit Östersund zusammengewachsen, wurde Brunflo zusammen mit den in Richtung Zentrum gelegenen Orten Optand und Ope in den Tätort Östersund integriert.
Brunflo besitzt einen Bahnhof an der Bahnstrecke Sundsvall–Storlien sowie der dort in Richtung Mora abzweigenden Inlandsbahn und liegt an den Europastraßen 45 (Inlandsvägen) und 14.

## Persönlichkeiten
- David Guttman (1883–1940), Marathonläufer
- Georg Johnsson (1902–1960), Radrennfahrer

## Galerie

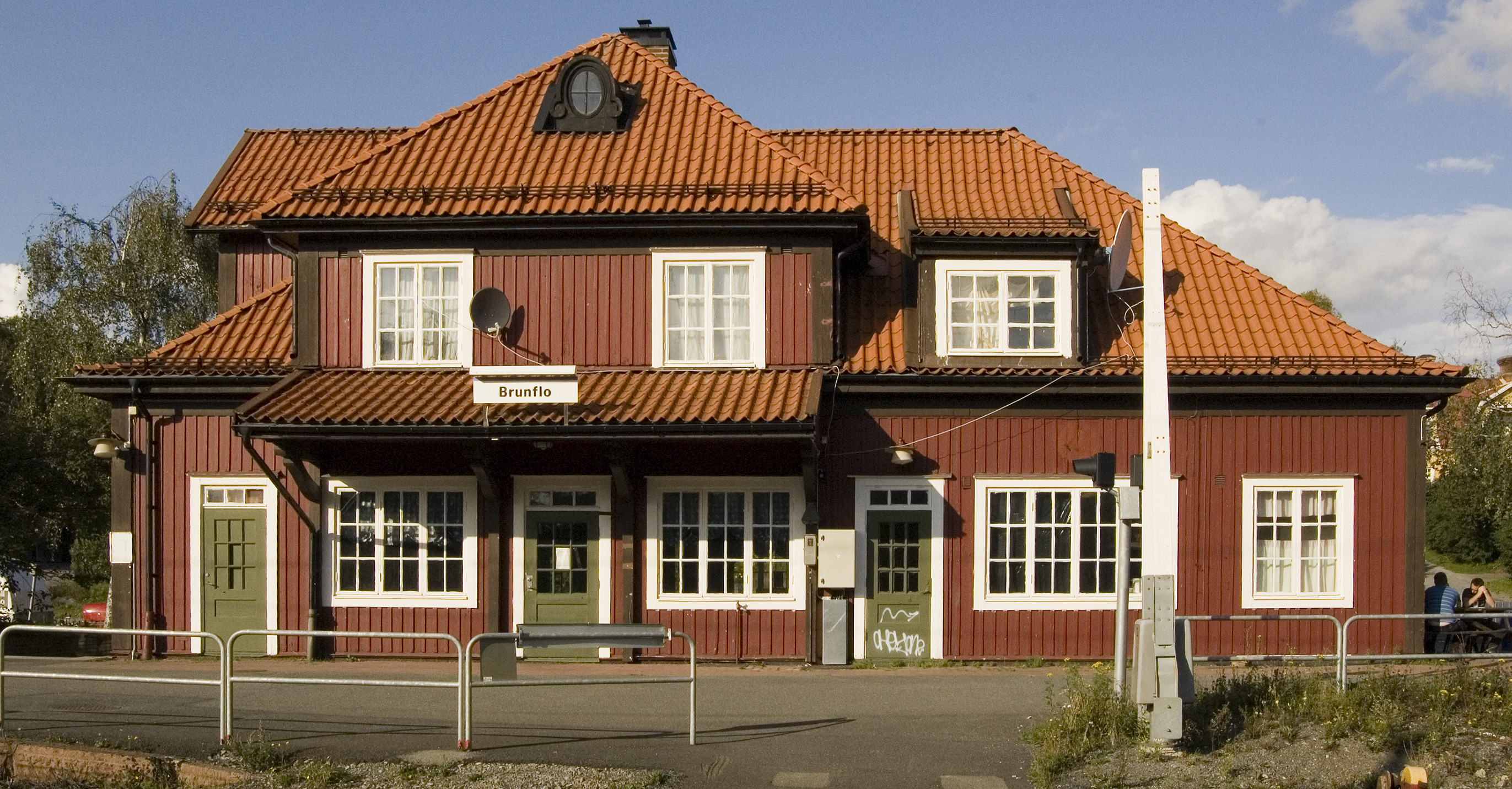
Bahnhof
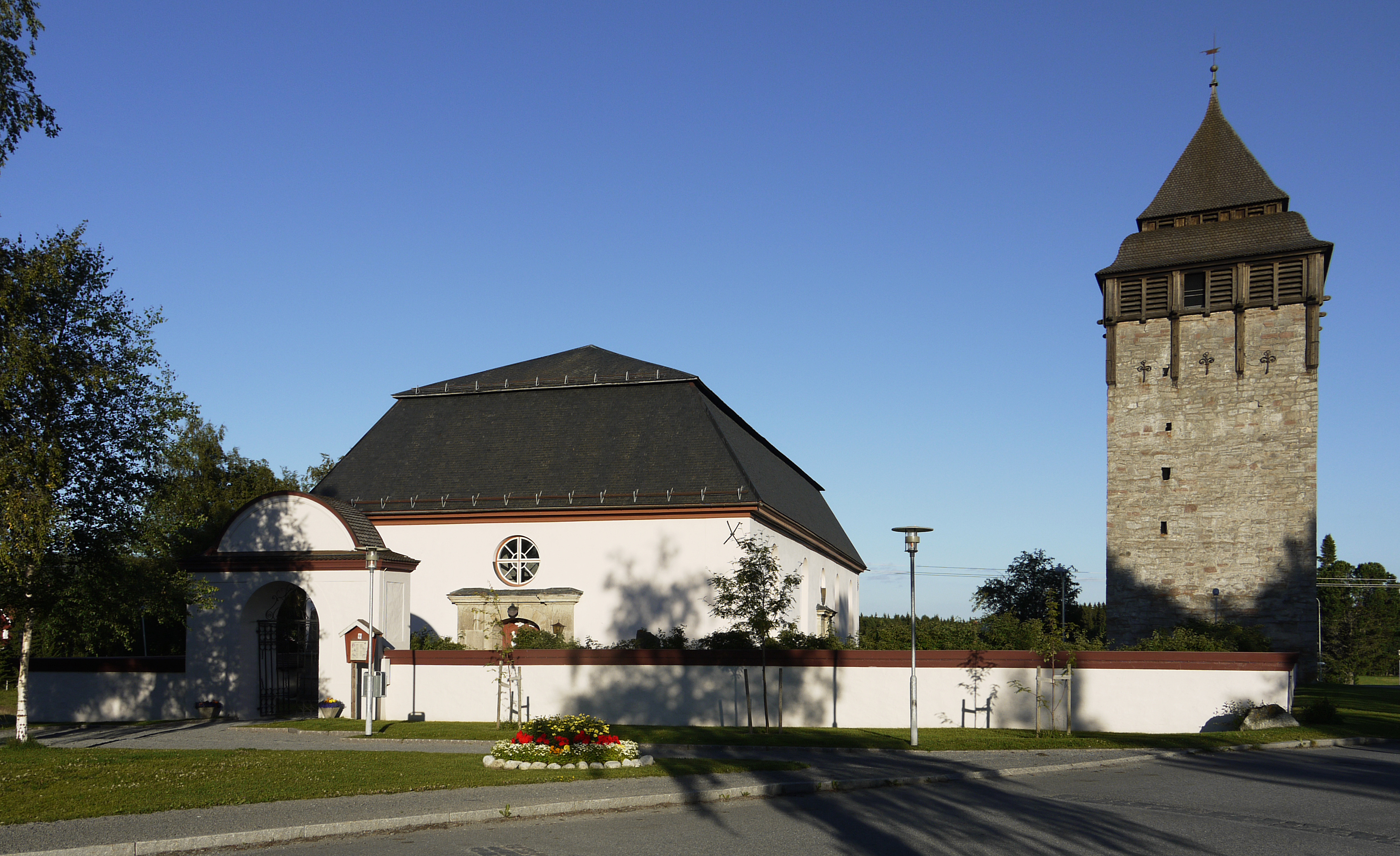
Kirche
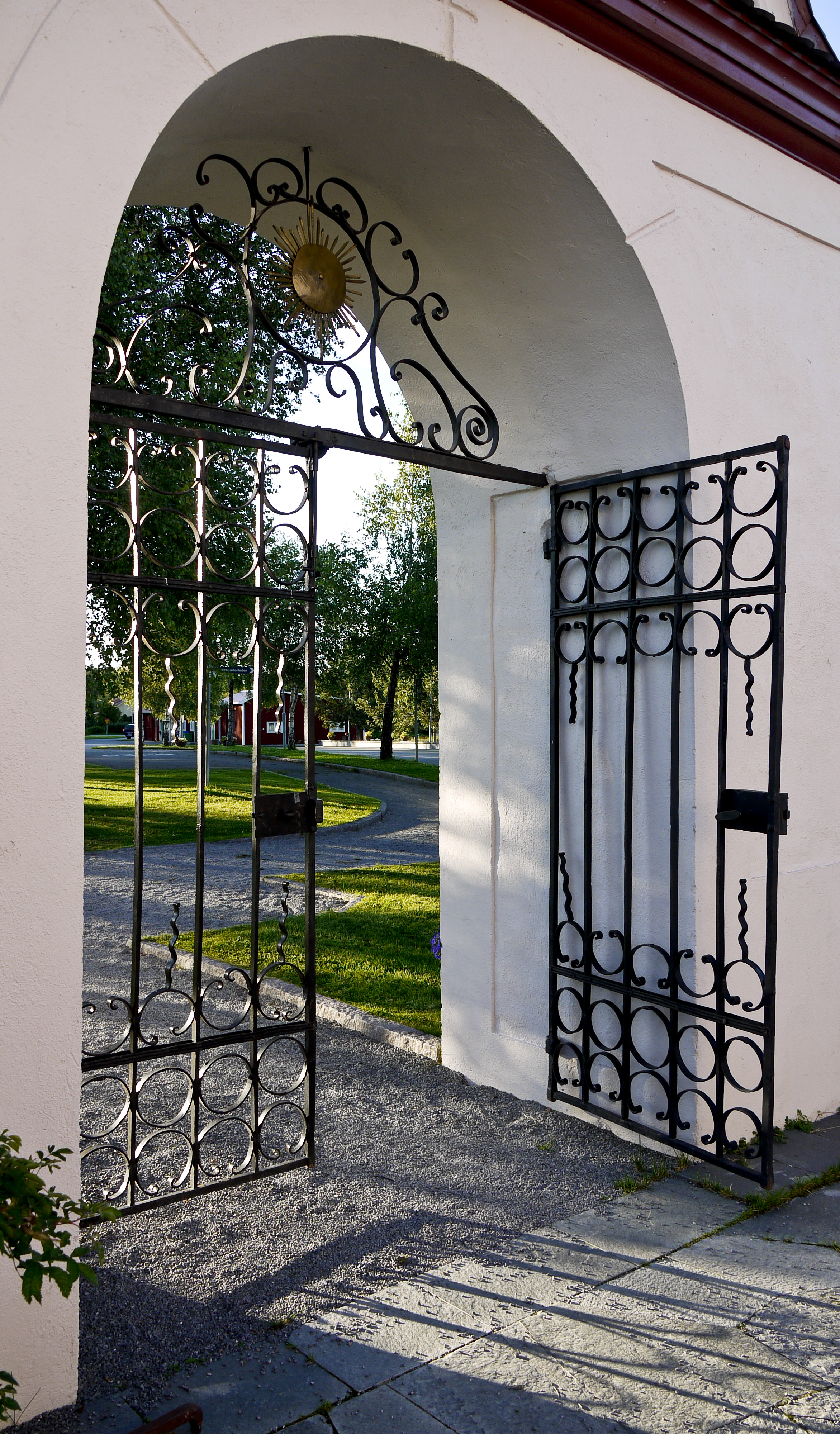
Kirchentor
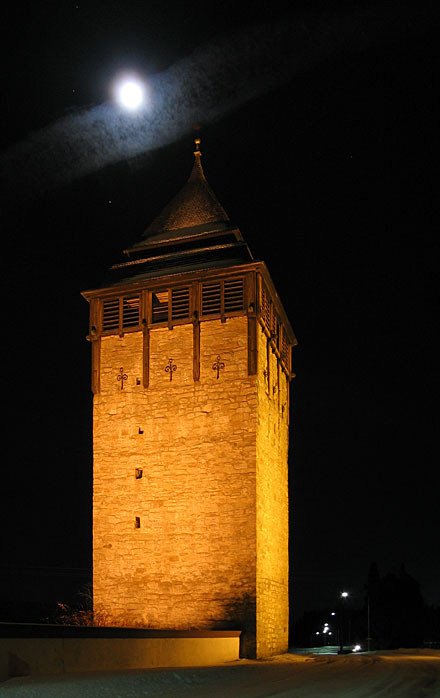
Wehrturm